# Arraial Ferreira Neto
O Arraial Ferreira Neto era a estrutura de apoio às armações de pesca (nomeadamente do atum), localizada nas Quatro Águas, em Tavira, tendo sido transformado numa unidade hoteleira, Hotel Vila Galé Albacora, com um museu temático sobre a arte de pesca do atum.  
Sendo um dos poucos arraiais algarvios sobreviventes, existindo ainda o Arraial do Barril, em Santa Luzia, foi classificado como Imóvel de Interesse Público em 2002.

## História
A Ferreira Neto foi uma grande empresa de pesca do atum no Algarve, e como era então tradicional usava armações. A base de operações deste tipo de pesca era o arraial, e o atual Arraial foi construído após, em 1943, o mar ter destruído um que existia na praia do Medo das Cascas, na Ilha de Tavira, do outro lado do canal de onde se encontra o atual Arraial Ferreira Neto.
O projeto do Arraial é da autoria do Engº Sena Lino que, em 1943, com base no conceito de uma unidade urbana autónoma, desenhou as instalações separando as áreas habitacional (para albergar 150 famílias de pescadores), e a industrial (da transformação dos atuns e as oficinas de manutenção) e uma zona de lazer que incluía uma escola e igreja.
Com o decréscimo das quantidades de atum capturadas, cujo declínio começou em 1961, viu a sua importância diminuir, até que no início da década de 70 (as capturas em 1970/1971 foram de um exemplar), deixa de cumprir a finalidade a que fora destinado e passa a um semiabandono.
No ano 2000 foi convertido no hotel Vila Galé Albacora com 157 quartos, 5 suítes, restaurante e um museu.

## Localização
Situado no lado nascente da foz do rio Gilão, nas Quatro Águas (confluência do Rio Gilão, do Canal de Cabanas, do Canal de Tavira e da barra e acesso ao mar através da ilha de Tavira), com um cais de embarque com grua manual no rio, o Arraial oferecia boas ligações tanto para o mar, como para terra, nomeadamente para a ligação ao caminho de ferro para escoar a produção e receber abastecimentos.

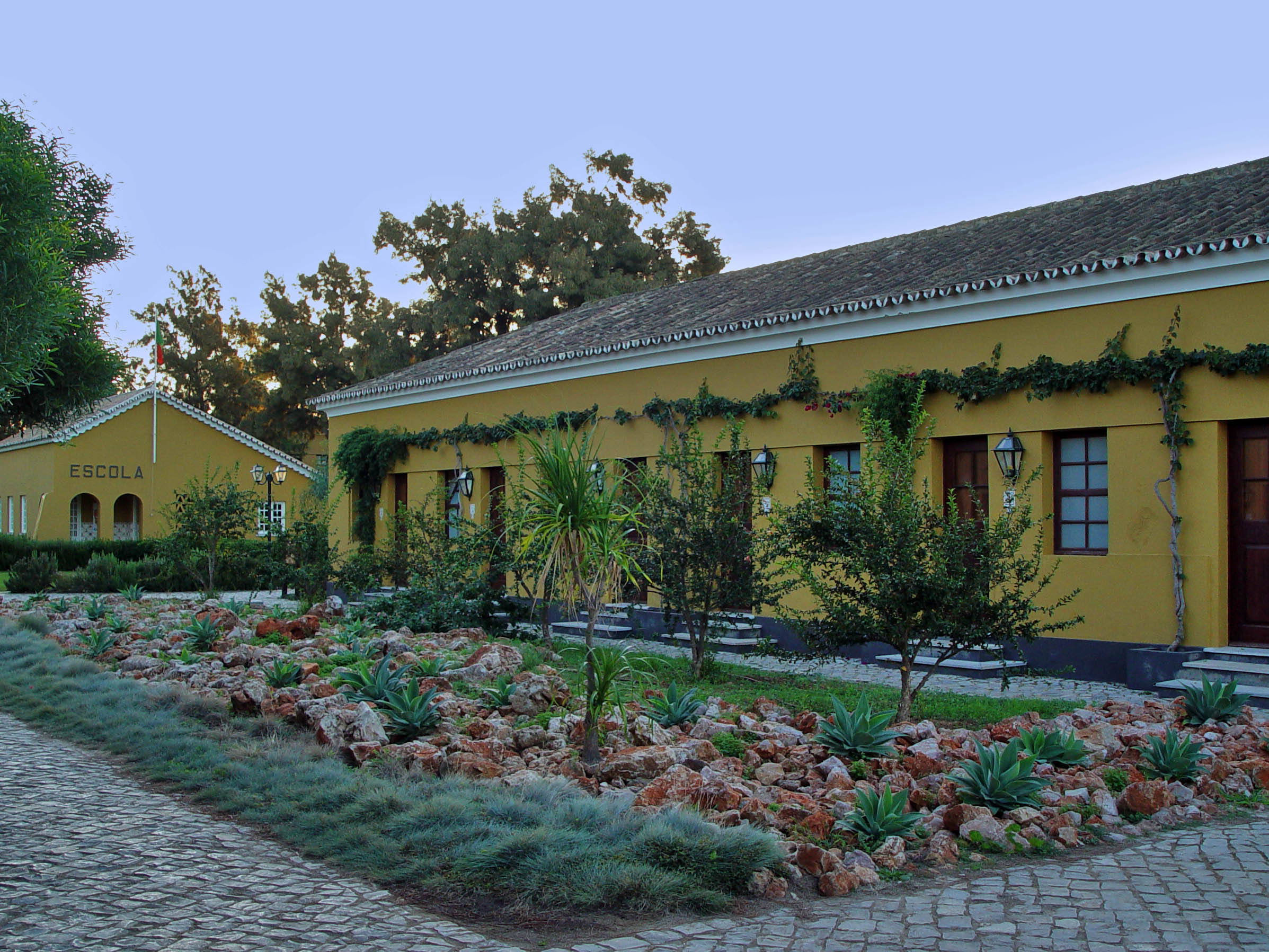
Arrial Ferreira Neto

## Características
O Arraial está confinado por um muro que cerca todo o espaço, no qual só existem dois portões para o exterior.
A parte habitacional é constituída por dois largos e cinco ruas, e a área de lazer era composta pela escola, balneário, forno, capela, posto médico, sanitários públicos e clube, além de uma rede completa de esgotos e cinco cisternas de 150.000 litros de água cada uma.
Na sua construção foram combinados materiais tradicionais (pedra bujardada, telha de canudo, ladrilhos de barro, painéis de azulejo e portas de madeira pintada com aldraba ou postigo de reixa) com as técnicas mais moderna da época (fundações diretas em alvenaria ordinária, escadas em betão, paredes de tijolo cheio rebocado e estruturas da cobertura em asnas de madeira).

## Ligações Externas
- Arraial Ferreira Neto na base de dados Ulysses da Direção-Geral do Património Cultural